# 눈물샘

상기 그림에서 a로 보이는 부분이 눈물샘을 가리킨다.

눈물샘(lacrimal gland)은 한 쌍의 아몬드 모양의 샘으로, 각 눈에 눈물막의 수분층을 분비한다. 누선(淚腺)이라고도 한다. 상안검 바깥쪽에 위치해 있다. 이 눈물샘에 발생하는 염증은 눈물샘염 또는 누선염이라고 한다. 눈물샘은 눈물을 만들어내서 눈물주머니로 이어지는 관으로 흘러들어간다. 그 눈물주머니로부터 눈물은 비루관을 통해 코 안으로 배수된다.

## 림프절로의 배수
눈물샘들은 얕은귀밑샘림프절(superficial-parotid-lymph node)들로 배수된다.

## 같이 보기
- 눈물
- 누선염